# مونيا بيكتوريلا
مونيا بيكتوريلا هو نوع من الطيور من فصيلة شمعية المنقار.